# Пинцехељ
Пинцехељ (мађ. Pincehely) је село у Мађарској, у жупанији Толна.

## Географија

### Локација
Налази се у северном делу округа, на обе обале реке Капош. Део на десној страни Капоша се зове Гербе. Његова површина износи 5.016 хектара, од чега је централна унутрашња површина 326 хектара.
Омеђен је брдима Толнаји-Хеђхат на северо-североистоку, док је на југу окружен проширеном долином Капош, а на западу је окружен пољопривредним земљиштем.

## Историја
Насеље је већ у каменом добу било насељено место. Неколико камених секира, жрвњева и длета стигло је из Пинцехељја у Народни музеј и Музеј у Сексарду. У правцу југозапада од бунара „Рабандор“, према граници са Реголијем, у долини Капош, између тресетишта издижу се пешчана острва. Приликом изградње железничке пруге Будимпешта-Печуј, на једном од пешчаних острва, непосредно уз леву обалу, пронађена је већа количина фрагмената лонаца, костију, жрвњева, бакарно длето у облику ренде и бронзани прстен.

## Становништво
Током пописа 2011. године, 83,4% становника се изјаснило као Мађари, 2,9% као Роми, а 1,5% као Немци (16,6% се није изјаснило. Због двојног идентитета, укупан број може бити већи од 100%). 
Верска дистрибуција је била следећа: римокатолици 59,3%, реформисани 4,5%, лутерани 2,3%, неденоминациони 9,4% (24,3% се није изјаснило).